# Slatina, Croația
Slatina este un oraș în cantonul Virovitica-Podravina, Croația, având o populație de 13.686 de locuitori (2011).

## Demografie
Componența etnică a orașului Slatina
     Croați (88,35%)
     Sârbi (9,16%)
     Necunoscut (0,88%)
     Neclasificat (1,05%)
Componența confesională a orașului Slatina
     Catolici (85,08%)
     Ortodocși (9,12%)
     Fără religie și atei (2,17%)
     Necunoscută (2,07%)
     Alte religii (1,56%)
Conform recensământului din 2011, orașul Slatina avea 13.686 de locuitori. Din punct de vedere etnic, majoritatea locuitorilor (88,35%) erau croați, cu o minoritate de sârbi (9,16%). Apartenența etnică nu este cunoscută în cazul a 0,88% din locuitori. Din punct de vedere confesional, majoritatea locuitorilor (85,08%) erau catolici, existând și minorități de ortodocși (9,12%) și persoane fără religie și atei (2,17%). Pentru 2,07% din locuitori nu este cunoscută apartenența confesională.